# Roger Dean
 (juillet 2023).
Si vous disposez d'ouvrages ou d'articles de référence ou si vous connaissez des sites web de qualité traitant du thème abordé ici, merci de compléter l'article en donnant les références utiles à sa vérifiabilité et en les liant à la section « Notes et références ».
Pour les articles homonymes, voir Dean.
William Roger Dean, né le 31 août 1944 à Ashford, est un artiste britannique. Il est sans doute le plus connu des artistes impliqués dans l'illustration du rock progressif et ceci grâce aux logos et aux pochettes qu'il conçut dès 1971 pour le groupe Yes et ensuite pour Greenslade et Asia.

## Biographie
Les dessins de Roger Dean représentent de façon stylisée des paysages et des mondes étranges inspirés par la littérature fantastique et par la science-fiction. Ses univers grandioses aux lumières étincelantes souvent dans des tons bleu cobalt, peuplés à l'occasion de créatures mythiques, ont été maintes fois imités, par exemple dans le film Avatar. 

### Avec le groupe Yes
Roger Dean a conçu les pochettes de Yes depuis leur quatrième album Fragile en 1971 jusqu'au dernier The Quest sorti en 2021, à l'exception de leur période plus rock mainstream où les pochettes furent réalisées par d'autres artistes tels que Hipgnosis ou Gary Mouat.
Choisie par Rolling Stone Magazine parmi les « 50 meilleures pochettes du siècle », celle de Tales from Topographic Oceans, du groupe Yes, illustre à merveille la musique et les textes cosmiques de l'album. Avec ses blocs de rochers désertiques, sa source magique, son lever de soleil, son temple d'inspiration maya et ses poissons nageant dans une atmosphère azuréenne, elle est l'archétype du style de Dean. Mais les pochettes de Fragile, Close to the Edge, Relayer, Drama, Yesterdays, Keys to Ascension, Yesyears, The Word Is Live, The Ladder ou encore Fly from Here sont également célèbres.
Dean a également conçu des pochettes d'albums pour d'autres groupes et artistes : Asia, Osibisa, Greenslade, Uriah Heep, Gentle Giant et Steve Howe.

## Autres collaborations
Roger Dean est également l'illustrateur des jaquettes des jeux vidéo de la société Psygnosis (devenue par la suite le studio Sony/Liverpool), spécialisée dans la conception de jeux d'actions de très haute qualité graphique pour les ordinateurs familiaux 16/32bits les plus populaires des années 1980-1990, les Atari ST et Commodore Amiga. 
Roger Dean a commencé sa collaboration avec Psygnosis en concevant le logo — la chouette — et le lettrage de la société. Puis il a notamment dessiné les jaquettes et les designs de Brataccas (1985), Barbarian (1987), et celles de Shadow of the Beast I et II. Ces derniers sont des jeux d'action qui ont contribué au succès de l'Amiga 500 face à ses concurrents directs, l'Atari ST et les PC d'alors.
Roger Dean a aussi réalisé le logo de la société Bullet-Proof Software et est conseiller artistique de la société qui lui a succédé, Blue Planet Software, développeur de jeux vidéo très peu prolifique, mais qui compte au sein de son équipe Alexei Pajitnov, le créateur de Tetris. Dean a illustré le logo actuellement utilisé dans les nombreuses rééditions du titre.
Roger Dean est aussi l'éditeur de deux livres d'images célèbres au format d'un album 33 tours : le premier, Views (1975), consacré à son œuvre picturale et le second, Album Cover Album, consacré à l'histoire des pochettes de disques.

## Œuvres
Illustrations d'albums
| Année | Artiste                       | Album                                                          |
| ----- | ----------------------------- | -------------------------------------------------------------- |
| 1968  | The Gun                       | Gun                                                            |
| 1969  | Earth and Fire                | Earth and Fire                                                 |
| 1970  | Nucleus                       | Elastic Rock                                                   |
| 1970  | Lighthouse                    | One Fine Morning                                               |
| 1970  | Dr. Strangely Strange         | Heavy Petting                                                  |
| 1970  | Clear Blue Sky                | Clear Blue Sky                                                 |
| 1971  | Midnight Sun                  | Midnight Sun                                                   |
| 1971  | Osibisa                       | Osibisa                                                        |
| 1971  | Keith Tippett                 | Dedicated to You But You Weren’t Listening                     |
| 1971  | Ramases                       | Space Hymns                                                    |
| 1971  | Billy Cox                     | Nitro Function                                                 |
| 1971  | Osibisa                       | Woyaya                                                         |
| 1971  | Pete Dello                    | Into Your Ears                                                 |
| 1971  | Yes                           | Fragile                                                        |
| 1971  | Atomic Rooster                | In Hearing of Atomic Rooster                                   |
| 1971  | Patto                         | Hold your fire                                                 |
| 1972  | John Dummer                   | Blue                                                           |
| 1972  | Gracious!                     | This Is...Gracious!!                                           |
| 1972  | Yes                           | Close to the Edge                                              |
| 1972  | Uriah Heep                    | Demons and Wizards                                             |
| 1972  | Gentle Giant                  | Octopus                                                        |
| 1972  | Babe Ruth                     | First Base                                                     |
| 1972  | Budgie                        | Squawk                                                         |
| 1972  | Midnight Sun                  | Walking Circles                                                |
| 1972  | Third Ear Band                | Music from Macbeth                                             |
| 1972  | Uriah Heep                    | The Magician's Birthday                                        |
| 1972  | Paladin                       | Charge!                                                        |
| 1972  | Various                       | Motown Chartbusters Vol. Six                                   |
| 1973  | Greenslade                    | Greenslade                                                     |
| 1973  | Magna Carta                   | Lord of the Ages                                               |
| 1973  | Yes                           | Yessongs                                                       |
| 1973  | Budgie                        | Never Turn Your Back on a Friend                               |
| 1973  | Yes                           | Tales from Topographic Oceans                                  |
| 1973  | McKendree Spring              | Spring Suite                                                   |
| 1973  | Del Richardson                | Pieces Of A Jigsaw                                             |
| 1973  | Badger                        | One Live Badger                                                |
| 1973  | Greenslade                    | Bedside Manners Are Extra                                      |
| 1973  | Snafu                         | SNAFU                                                          |
| 1974  | Gravy Train                   | Staircase to the Day                                           |
| 1974  | Yes                           | Relayer                                                        |
| 1974  | Yes                           | Yesterdays                                                     |
| 1975  | Steve Howe                    | Beginnings                                                     |
| 1976  | Dave Greenslade               | Cactus Choir                                                   |
| 1977  | John Lodge                    | Natural Avenue                                                 |
| 1979  | Steve Howe                    | The Steve Howe Album                                           |
| 1980  | Yes                           | Drama                                                          |
| 1980  | Yes                           | Yesshows                                                       |
| 1981  | Yes                           | Classic Yes                                                    |
| 1982  | Asia                          | Asia                                                           |
| 1983  | Asia                          | Alpha                                                          |
| 1983  | Barry Devlin                  | Breaking Starcodes                                             |
| 1985  | Asia                          | Astra                                                          |
| 1989  | It Bites                      | Eat Me in St. Louis                                            |
| 1989  | Anderson Bruford Wakeman Howe | Anderson Bruford Wakeman Howe                                  |
| 1990  | Asia                          | Then & Now                                                     |
| 1991  | Yes                           | Union                                                          |
| 1991  | Steve Howe                    | Turbulence                                                     |
| 1991  | Yes                           | Yesyears                                                       |
| 1992  | Yes                           | Yesstory                                                       |
| 1993  | Anderson Bruford Wakeman Howe | An Evening of Yes Music Plus                                   |
| 1993  |                               | Symphonic Music of Yes                                         |
| 1993  | Rick Wakeman                  | Rick Wakeman’s Greatest Hits                                   |
| 1994  | Steve Howe                    | Not Necessarily Acoustic                                       |
| 1994  | Asia                          | Aria                                                           |
| 1995  | Uriah Heep                    | Sea of Light                                                   |
| 1995  | Various artists               | Tales from Yesterday                                           |
| 1995  | Yes                           | Yessongs (LaserDisc)                                           |
| 1996  | Various artists               | Supernatural Fairy Tales: The Progressive Rock Era             |
| 1996  | Yes                           | Keys to Ascension                                              |
| 1996  | Budgie                        | An Ecstasy of Fumbling - The Definitive Anthology              |
| 1997  | London Philharmonic Orchestra | Us and Them: Symphonic Pink Floyd                              |
| 1997  | Space Needle                  | The Moray Eels Eat The Space Needle                            |
| 1997  | Yes                           | Keys to Ascension 2                                            |
| 1997  | Yes                           | Open Your Eyes                                                 |
| 1997  | London Philharmonic Orchestra | Symphonic Rock: American Classics                              |
| 1997  | London Philharmonic Orchestra | Symphonic Rock: The British Invasion, Vol. 1                   |
| 1998  | London Philharmonic Orchestra | Symphonic Rock: The British Invasion, Vol. 2                   |
| 1998  | Ad Infinitum                  | Ad Infinitum                                                   |
| 1998  | Various artists               | Yes, Friends and Relatives                                     |
| 1998  | Yes                           | Keys to Ascension Volumes 1 and 2                              |
| 1999  | Yes                           | The Ladder                                                     |
| 1999  | Rick Wakeman                  | Return to the Centre of the Earth                              |
| 2000  | Various artists               | Yes, Friends and Relatives Volume 2                            |
| 2000  | Yes                           | House of Yes: Live from House of Blues                         |
| 2001  | Uriah Heep                    | Acoustically Driven                                            |
| 2001  | Yes                           | Keystudio                                                      |
| 2001  | Uriah Heep                    | Remasters: The Official Anthology                              |
| 2001  | Atomic Rooster                | Resurrection                                                   |
| 2001  | Asia                          | Aura                                                           |
| 2002  | Yes                           | In a Word: Yes (1969–)                                         |
| 2002  | Vermilion                     | Flattening Mountains and Creating Empires                      |
| 2003  | Birdsongs of the Mesozoic     | The Iridium Controversy                                        |
| 2003  | Steve Howe                    | Elements                                                       |
| 2004  | Yes                           | The Ultimate Yes: 35th Anniversary Collection                  |
| 2005  | Glass Hammer                  | The Inconsolable Secret                                        |
| 2005  | Yes                           | The Word Is Live                                               |
| 2006  | Alan White                    | White                                                          |
| 2008  | Asia                          | Phoenix                                                        |
| 2010  | Asia                          | Omega                                                          |
| 2010  | Various artists               | Wondrous Stories - A Complete Introduction To Progressive Rock |
| 2010  | Various artists               | Wondrous Stories - 34 Artist That Shaped The Prog Rock Era     |
| 2011  | Yes                           | Fly from Here                                                  |
| 2011  | Ben Craven                    | Great & Terrible Potions                                       |
| 2012  | Asia                          | XXX                                                            |
| 2014  | Yes                           | Heaven & Earth                                                 |
| 2022  | Ann Wilson                    | Fierce Bliss                                                   |

Autres
- The Flights of Icarus
- MIDI Maze (jeu Atari ST)
- Magnetic Storm (livre d'art, 1984)
- Tetris Worlds (jeu, 2001)
- Dragon's Dream (livre d'art, 2008)